# Andreas Wihlborg
Andreas Wihlborg, född 18 januari 1987, är en svensk fotbollsspelare som spelar för Lilla Torg FF.

## Karriär
Wihlborg spelade i moderklubben Höllvikens GIF fram till mars 2004 då han flyttade till Malmö FF. 2006 lånades han ut till Trelleborgs FF och inför 2007 års säsong skrev han på för TFF, där han framförallt kom att spela vänsterback. Efter en del skadebekymmer i inledningen av 2008 års säsong lånades han ut till Lyngby BK för att få speltid. Han gjorde comeback i TFF efter sommaruppehållet 2009 och tog något överraskande en ordinarie plats på vänstermittfältet och hann med att göra fem mål på 16 matcher.
Den 15 december 2011 skrev han kontrakt med Superettan-laget Östers IF. Andreas Wihlborg gjorde den 3 september 2012 det historiska första målet på Östers nybyggda Myresjöhus Arena. Inför säsongen 2014 förlängdes kontraktet med två år.
I augusti 2015 återvände han till Skåne för spel i FC Höllviken. Inför säsongen 2018 gick Wihlborg till division 5-klubben Limhamns FF. Han spelade 12 matcher och gjorde ett mål under säsongen 2018. Säsongen 2019 spelade Wihlborg 14 matcher och gjorde två mål i Division 4. I december 2019 gick Wihlborg till Lilla Torg FF. Han spelade sju matcher och gjorde ett mål i Division 4 2020.